# Пустошь (Шуйский район)
Пу́стошь — село, в составе Афанасьевского сельского поселения Шуйского района Ивановской области России.

## География
Расположено на участке автомобильной трассы Р152 Шуя—Палех, в 14 км к востоку от районного центра города — Шуи. Населённый пункт имеет три жилых квартала занятых постройками, дворами, садами.

## Население
| 1859 | 1897 | 1905 | 2010 |
| ---- | ---- | ---- | ---- |
| 659  | ↗910 | ↗976 | ↘662 |

## История
Согласно данным Центрального статистического комитета Министерства внутренних дел, опубликованным в «Списках населённых мест Владимирской губернии по сведениям 1859 года», под № 5553 значится: «… Шуйского уезда, I-го стана, Пустошь, деревня владельческая; число 106 дворов, жителей: 284 м.п., 375 ж.п.».
По статистическим сведениям 1896 годa, опубликованным в «Списке населённых мест Владимирской губернии», под № 4785 значится: «… Шуйского уезда, Афанасьевской волости, Пустошь, деревня; число жителей обоего пола: 1051 чел., число дворов: 202 (так в тексте документа).
В 1895 году в деревне была открыта церковно-приходская школа, освящённая в честь Преображения Господня, приписанная к приходу с. Афанасьевского.

## Преображенская церковь

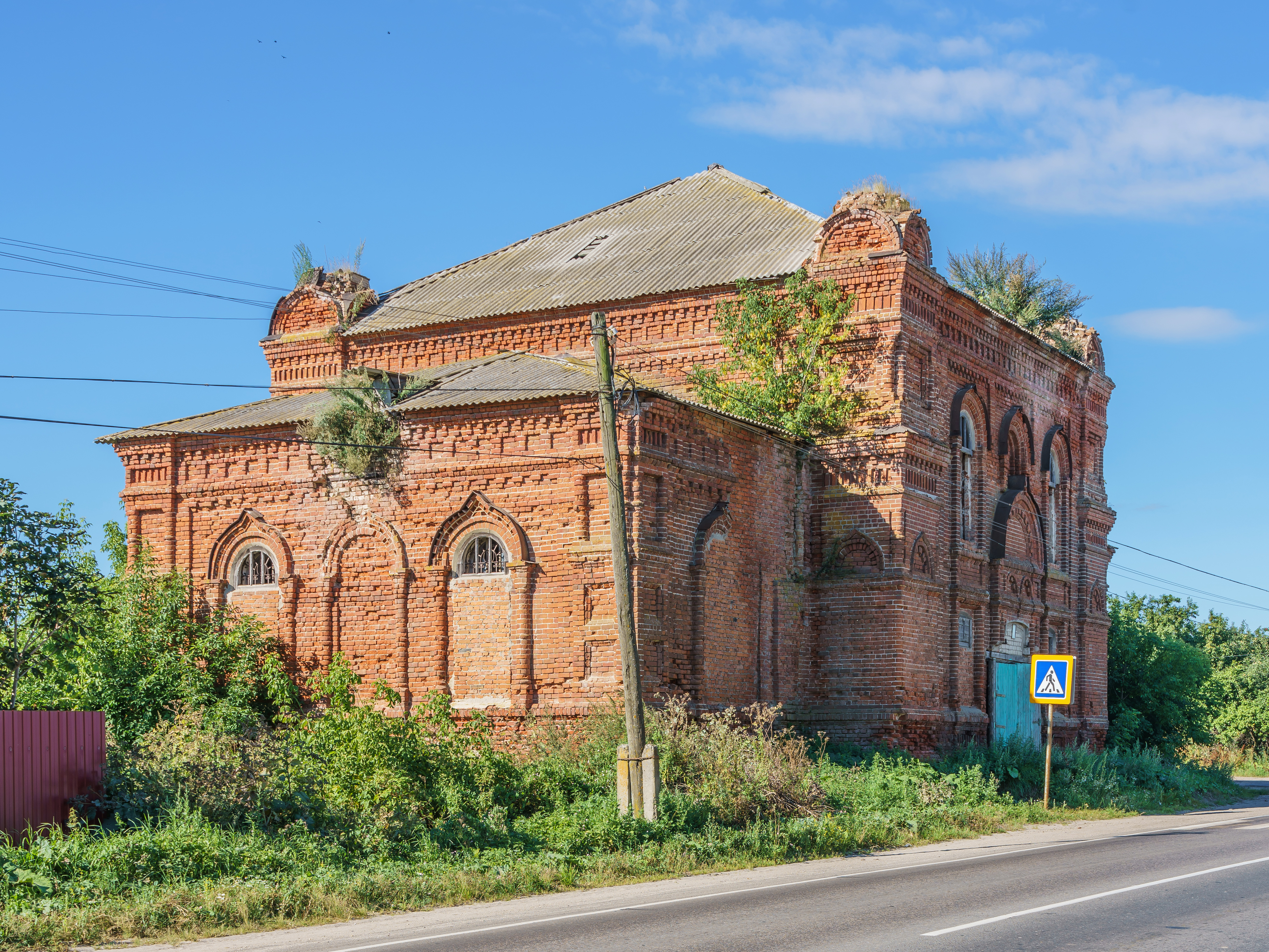
Церковь Преображения Господня в Пустоши

В селе имеется церковь Преображения Господня, основанная в 1895 году. Здание церкви, построенное из красного кирпича, открытое и освящённое в 1912 году (своим северным фасадом оно обращено к автодороге), является архитектурным памятником, созданным в традициях русского стиля.
Антирелигиозная политика советской власти в 1930-е годы привела к закрытию церкви, здание стало использоваться как сельский клуб.
В 2006 году храм, находящийся долгое время в запустении, частично разрушенный (главы и колокольня были сломаны) был возвращён верующим. В 2013 году за его восстановление взялся настоятель — протоиерей Вячеслав (Камышев), радением которого начались ремонтные и реставрационные работы.
В наши дни действующая Преображенская церковь приписана к храму святых первоверховных апостолов Петра и Павла города Шуи. Произведён капитальный ремонт крыши храма, в 2018 году установлена глава; внутри храма, по мере сил и средств, ведутся реставрационные работы. Регулярно осуществляются службы: молебны и панихиды.